# Революция (1931)
Вижте пояснителната страница за други значения на Революция.
„Революция“ е нелегален български комунистически вестник, орган на ВМРО (обединена), излизал в 1931 година в София. Печата се в печатницата на ВМРО (обединена) на улица „Четник“ №54 в квартал „Мара Бунева“.